# Clypeidae
Famille
Les Clypeidae sont une famille d'oursins irréguliers fossiles du groupe des Neognathostomata.

## Systématique
La famille des Clypeidae a été créée en 1898 par le paléontologue français Jules Lambert (d) (1848-1940).

## Liste des genres
Selon World Register of Marine Species (22 novembre 2021) :
- genre † Cluniculus Pomel, 1883
- genre † Clypeus Leske, 1778
- genre † Pseudosorella Etallon, 1859